# Wilhelm von Tümpling

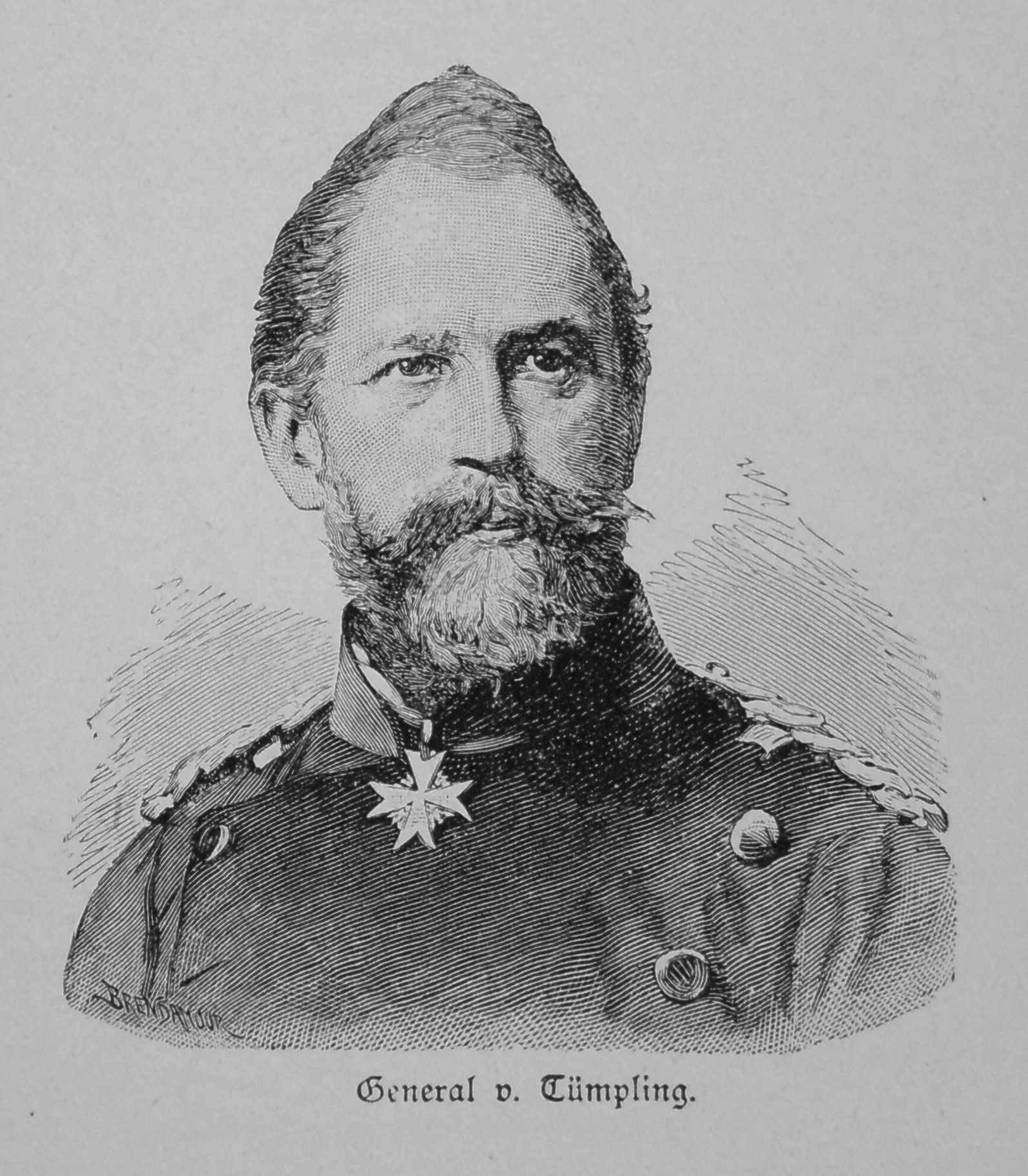
General von Tümpling

Wilhelm Ludwig Karl Kurt Friedrich von Tümpling (* 30. Dezember 1809 in Pasewalk; † 13. Februar 1884 in Talstein bei Jena) war ein preußischer General der Kavallerie.

## Leben

### Herkunft
Wilhelm entstammte dem Adelsgeschlecht von Tümpling. Er war der Sohn von Adam von Tümpling (1781–1871) und dessen erster Ehefrau Ernestine Wilhelmine, geb. Gräfin von Bohlen aus dem Hause Stretense (* 16. November 1783 in Neidenburg; † 7. März 1815 in Pasewalk). Sein Vater war General der Kavallerie und Ritter des Schwarzen Adlerordens.

### Militärkarriere
Tümpling entschied sich anfangs für eine zivile Karriere, studierte nach dem Abitur in Heidelberg Jura und wurde dort 1829 Mitglied des Corps Saxo-Borussia.
Am 25. Juli 1830 trat er aber denn doch als Offiziersanwärter ins Gardekorps ein und erhielt dort am 18. Juni 1831 seine Ernennung zum Sekondeleutnant. Durch seine wissenschaftliche Vorbildung machte er schnell Karriere, so dass sich sein später Eintritt in den Militärdienst nicht nachteilig auswirkte. Im Herbst 1833 ging er zur Allgemeinen Kriegsschule und 1837 zum Topografischen Büro. Bereits 1839 gehörte er, zunächst als aggregierter Offizier, ab 1841 regulär zum Generalstab. 1840 war er zum Premierleutnant befördert worden. Am 12. April 1842 wurde er zum Hauptmann befördert mit gleichzeitiger Kommandierung in den Generalstab des VIII. Armee-Korps in Koblenz. Von dort erfolgte 1848, inzwischen zum Major befördert, die Versetzung zum Großen Generalstab nach Berlin. Hier nahm er 1849 am Feldzug in Baden teil.
Ab Ende 1850 war er wieder im Truppendienst, zunächst im 4. Dragonerregiment als Stabsoffizier, 1853 dann mit eigenem Kommando beim 5. Kürassierregiment. Ein Jahr später übernahm er das Kommando über das 1. Garde-Ulanen-Regiment in Potsdam. Ende 1857 erfolgte seine Ernennung zum Oberst und Kommandeur der 11. Kavallerie-Brigade in Breslau. Ein Jahr danach wurde er zum Rechtsritter des Johanniterordens ernannt. In Breslau verblieb Tümpling, bis er schließlich 1863 als Generalleutnant die in Frankfurt an der Oder stationierte 5. Division übernahm.
Im Deutsch-Dänischen Krieg 1864 kamen zwar Teile seiner Division zum Kampfeinsatz, so etwa bei den Düppeler Schanzen und bei der Besetzung von Fehmarn, er selbst war aber nicht beteiligt, sondern blieb während der Kämpfe in Kiel. Im Deutschen Krieg 1866 war sein erster Einsatz in der Schlacht bei Gitschin. Hierbei sollte er als Teil einer Zangenbewegung den Ort erobern. Als er dabei einen Infanterieangriff persönlich anführte, wurde er verwundet und musste den Rest des Feldzuges im Lazarett verbringen. Da der Angriff auf Gitschin jedoch erfolgreich gewesen war, wurde ihm der Orden Pour le Mérite verliehen. Nach dem Krieg war er für wenige Wochen Generalgouverneur des Königreichs Sachsen. Ab dem 30. Oktober 1866 führte Tümpling das VI. Armee-Korps.
Bei Beginn des Deutsch-Französischen Krieges blieb das VI. Armee-Korps erst in Schlesien stehen, um bei einem eventuellen Kriegseintritt Österreichs vor Ort zu sein. Nachdem klar war, dass sich Österreich nicht am Krieg auf der Seite Frankreichs beteiligen würde, verlegte das Korps Anfang August nach Frankreich. Bis es gelang, zum Rest der 3. Armee aufzuschließen, war Metz bereits eingeschlossen worden. Als die 3. Armee sich nach Norden in Richtung der Armee von Napoléon III. bewegte, blieb Tümpling als Flankensicherung zurück. Er war somit an der Schlacht bei Sedan nicht beteiligt. Seine Aufgabe war es, zurückweichende französische Verbände abzufangen, damit diese nicht nach Paris gelangen konnten. Dem französischen XIII. Korps gelang es jedoch, dieser Falle zu entgehen und Paris zu erreichen. Während der Belagerung von Paris hatte Tümpling den südwestlichen Abschnitt zu halten. In diesem Bereich konnte er im Gefecht bei Chevilly einen französischen Ausfall zurückschlagen.
Nach dem Krieg ging Tümpling wieder mit seinem Korps nach Breslau zurück. Vorher war er selbst noch Teil der Ehrenformation bei der Siegesparade in Berlin. Weiter erhielt er 1875 den Schwarzen Adlerorden und wurde zum Chef des 3. Schlesisches Dragoner-Regiment Nr. 15 ernannt. 1883 musste Tümpling auf Grund seiner schlechten Gesundheit den Abschied einreichen.

## Familie
Er heiratete am 12. Oktober 1836 die Gräfin Helene Constanze Charlotte von Einsiedel (* 22. Mai 1812; † 11. Oktober 1837) aus dem Haus Wolkenburg. Das Paar hatte eine Tochter:
- Helene (1837–1855)

Nach dem frühen Tod seiner ersten Frau heiratete er am 26. November 1842 Wilhelmine geb.  von Steltzer verw. von Klewitz (* 26. November 1810). Das Paar hatte mehrere Kinder:
- Helene Wilhelmine (* 3. November 1843; † 19. Dezember 1921) ⚭ Edmund Emanuel von Löbbecke-Mahlen (* 1. Mai 1831; † 31. Juli 1894)[9]
- Wilhelm Wolf Friedrich Ferdinand Clemens Anton Georg (* 25. März 1845; † 16. Januar 1923) ⚭ Luise von Boyen (* 26. Mai 1852; † 31. Juli 1911), Tochter des Generals Leopold Hermann von Boyen
- Marie Wilhelmine Nanny Johanna (* 1847)[10]

⚭ Alfred von Löbenstein-Lohsa († 1888), Kammerherr, Rittmeister und Landrat a. D.
⚭ 1891 Georg von Zedlitz und Neukirch  (* 18. Mai 1846; † 13. August 1898), Landrat des Kreises Schönau

## Ehrung
Der Jenaer Bildhauer Otto Späte schuf eine Büste des Generals von Tümpling, die im Neuen Museum Weimar aufgestellt wurde.
In Jena ist das Tümplingviertel nach der Familie benannt.